# Tête d'Ife
La tête d'Ife est l'un des dix-huit objets qui furent déterrés en 1938 à Ife, au Nigeria, le centre religieux et l'ancien centre royal des Yorubas. Elle passe pour représenter un roi. Elle date probablement du XIIe siècle, avant que les Européens ne soient entrés en contact avec la population locale. Le réalisme et le raffinement de ces objets allaient alors à l'encontre des conceptions occidentales de l'art africain. Quelques têtes d'Ife se sont retrouvées au British Museum et en Amérique.

## Description de la tête du British Museum
La tête, qui a été faite de laiton au plomb (environ 70 % de cuivre, 16,5 % de zinc et 11,3 % de plomb) par moulage à cire perdue, mesure environ les trois quarts d'une tête réelle, soit 35 cm de haut. L'artiste l'a conçue dans un style naturaliste. Le visage est couvert de striures, sauf les lèvres. La coiffure fait penser à une couronne complexe composée de diverses couches de billes tubulaires et de glands de cheveux. Cette décoration est caractéristique des têtes d'Ife. La couronne est surmontée d'une crête avec une rosette et une « aigrette », qui est maintenant légèrement penchée de côté. La surface de la couronne porte des traces de peinture rouge et noire. Le rendu très ressemblant des sculptures médiévales d'Ife est exceptionnel dans l'art de l'Afrique subsaharienne ; il a été considéré au début comme la première manifestation d'une tradition qui s'est conservée dans l'art yoruba, l'ancien art béninois (en) et d'autres pièces. Des fouilles menées à Igbo-Ukwu en 1959 ont fourni la preuve scientifique d'une culture bien établie du travail des métaux et mis au jour des artéfacts de bronze qui remontent peut-être au IXe ou au Xe siècle.

## Découverte et exportation
Les têtes d'Ife  en laiton ou en cuivre dont fait partie celle du British Museum furent découvertes par accident à Ife en janvier 1938, lors de la construction d'une maison. La plupart de ces objets et de ceux qui furent trouvés dans les environs se sont retrouvés au Musée national d'Ife, mais quelques pièces, qui quittèrent le Nigeria, font maintenant partie des collections de grands musées. La tête d'Ife du British Museum fut acquise par le rédacteur en chef du Daily Times of Nigeria (en) et finit entre les mains du National Art Collections Fund, qui en fit don au musée en 1939.
La découverte des sculptures incita le gouvernement à restreindre l'exportation d'antiquités du Nigeria. Avant qu'il ne l'eût fait, la tête parvint à Londres via Paris, et deux autres furent expédiées en Amérique. Provoqué par Leo Frobenius, le décret visant à prévenir d'autres exportations fut promulgué par les autorités coloniales en 1938. Frobenius est un ethnologue et un archéologue allemand qui chercha à exporter des têtes d'Ife.

## Origine et usage des têtes d'Ife

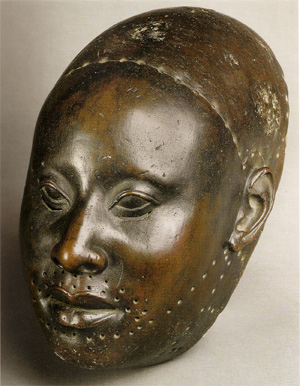
Autre tête d'Ife, plus petite, en bronze, représentant Ọbalùfọ̀n II.

La tête d'Ife du British Museum passe pour être le portrait d'un « ooni » (roi), et les autres grandes têtes seraient des portraits de rois ou de courtisans. La société yoruba sur laquelle il régnait s'était développée en 800. C'était une période de prospérité pour la civilisation yoruba, qui reposait sur le commerce qu'elle faisait sur le fleuve Niger avec les peuples de l'Afrique de l'Ouest. Ife est considérée par le peuple yoruba comme le lieu où ses divinités créèrent l'humanité.
Ces têtes de bronze et de laiton sont la preuve d'un autre commerce, car il y avait très peu de cuivre au Nigeria. On pense que le cuivre provenait de l'Europe centrale, du nord-ouest de la Mauritanie, de l'Empire byzantin ou du sud du Maroc.  
Les artistes ont pu concevoir ces bronzes sur le modèle des terres cuites contemporaines. Une longue tradition de sculpture en terre cuite qui présentait des caractéristiques semblables existait avant la création de ces sculptures de métal. L'ivoire était un autre matériau souvent utilisé dans l'art africain.
Quant à leur usage, les grandes têtes servaient peut-être d'effigies de morts aux cérémonies funéraires, qui ont encore lieu chez les Yoruba quelque un an après l'enterrement rapide des morts imposé par le climat tropical. La majorité des petits bronzes et des têtes en terre cuite devaient être produits pour les autels des nombreux sanctuaires d'Ife ou à la mémoire de victimes de sacrifices.

## Incidence sur l'histoire de l'art
Lorsque les têtes d'Ife apparurent pour la première fois en Occident dans la première moitié du XXe siècle, nombre d'experts les comparèrent aux meilleures réalisations artistiques de la Rome ou de la Grèce antique. Lorsque Leo Frobenius découvrit le premier spécimen de ce genre de tête, ce dernier ébranla la compréhension de la civilisation africaine par l'Occident. Les experts n'arrivaient pas à croire dans l'existence d'une civilisation africaine capable de laisser des artéfacts de cette qualité. Pour tenter d'expliquer ce qui passait pour une anomalie, Frobenius avança la théorie que ces têtes avaient été moulées par une colonie grecque fondée au XIIIe siècle av. J.-C. et que cette dernière pouvait être à l'origine de la vieille légende de la civilisation perdue de l'Atlantide, ce que la presse populaire a largement diffusé,,. 
Les experts occidentaux reconnaissent maintenant que ces statues représentent une tradition africaine indigène qui a atteint un niveau inhabituellement élevé de réalisme et de raffinement.